# Борисовское княжество
Борисовское княжество — удельное княжество, предположительно существовавшее в XII веке как удел Полоцкого княжества. Его центр располагался в городе Борисов, в настоящее время районный центр Минской области Беларуси, располагающийся на реке Березина. Точные границы княжества не установлены.

## История
В первичных источниках такой удел не упоминается. Сам город Борисов по сообщению В. Н. Татищева был основан в 1102 году князем Рогволодом (Борисом) Всеславичем, когда он возвращался из похода на ятвягов.
После смерти полоцкого князя Всеслава Брячиславича в 1101 году Полоцкое княжество разделилось на 6 или 7 уделов. По мнению некоторых историков одним из таких уделов, доставшимся одному из сыновей Всеслава Брячиславича, мог быть Борисовский.
В конце XIII века территория удела вошла в состав Великого княжества Литовского.